# 性行业操控者
性行业操控者（又名淫媒、色情媒介者、仲介色情、扯皮條、馬伕）是指性行业中以操控性工作者卖淫維生的人。原则上，操控者是一种代理人或仲介人，帮助委托的性工作者寻找客户和后勤，实际上操控者通常利用地位或关系来剥削性工作者的个人营利。
依靠操控性工作者為生，在全世界很多國家都是違法行為。由於在世界很多國家，並不想傷害性工作者，但又想解決當中剝削與人口販運問題，所以在合法賣淫的地域中，如波兰、德国的部分地区和美国内华达州的部分地区，「性行业操控者」也是违法的。

## 其他名称
| “性行业操控者”其他名称 | “性行业操控者”其他名称                                   | “性行业操控者”其他名称                                   | “性行业操控者”其他名称                                   |
| ---------------------- | -------------------------------------------------------- | -------------------------------------------------------- | -------------------------------------------------------- |
| 俗稱                   | 扯皮條                                                   | 拉皮條                                                   | 雞頭                                                     |
| 女性                   | 老鸨                                                     | 媽媽桑                                                   | 媽媽生(粵語)                                             |
| 男性                   | 皮条客                                                   | 龜公                                                     |                                                          |
| 台語                   | 三七仔（男性）                                           | 老娼（女性）                                             | 媌母（女性）                                             |
| 港台                   | 馬伕（香港和台灣的俗稱，是指載送賣淫者去目的地的駕駛人） | 馬伕（香港和台灣的俗稱，是指載送賣淫者去目的地的駕駛人） | 馬伕（香港和台灣的俗稱，是指載送賣淫者去目的地的駕駛人） |

## 中國大陸
根据《中华人民共和国刑法》第三百五十八条，组织卖淫屬刑事罪，处五年以上十年以下有期徒刑，并处罚金；情节严重的，有下列情形之一，处十年以上有期徒刑或者无期徒刑，并处罚金或者没收财产：
（一）组织他人卖淫，情节严重的；
（二）强迫不满十四周岁的幼女卖淫的；
（三）强迫多人卖淫或者多次强迫他人卖淫的；
（四）强奸后迫使卖淫的；
（五）造成被强迫卖淫的人重伤、死亡或者其他严重后果的；
情节特别严重的，处无期徒刑或者死刑，并处没收财产。

## 香港
依靠妓女維生在香港是刑事罪行。根據《香港法例》，若一男一女在事先協議的情況下在私人地方（例如一樓一鳳）進行性交易，並不犯法。不過，若有人意圖透過操控性工作者而賺取金錢回報，則會違反法例，可被警方控以“依靠妓女為生”的罪名將其逮捕（此罪行中的「妓女」亦包括男性性工作者）。
但另一方面，在夜總會、按摩院等地工作的媽媽生，雖然她們亦是為客人介紹女子，但僅限於陪酒、按摩，由於性交易屬於客人及女子私底下的交易，與經營場所及媽媽生無關，所以她們在香港法律中並沒有犯法。

## 外部連結
- Pimp Anthropology, radio show from This American Life featuring an interview with a former pimp.